# Gelis nigerrimus
Gelis nigerrimus là một loài tò vò trong họ Ichneumonidae.